# X-treme Big Hits 2001
X-treme Big Hits 2001 er et dansk opsamlingsalbum udgivet i november 2001 af EVA Records. Albummet er en dobbelt-cd bestående af nogle af de største hits fra 2001.

## Trackliste

### Cd 1
1. Christian: "Du Kan Gøre Hvad Du Vil"
2. Emma Bunton: "What Took You So Long?"
3. Wheatus: "Teenage Dirtbag"
4. Dante Thomas: "Miss California"
5. Geri Halliwell: "It's Raining Men"
6. Addis Black Widow: "Goes Around Comes Around"
7. Ronan Keating: "Lovin' Each Day"
8. Atomic Kitten: "Whole Again"
9. Eran DD: "Still Believing"
10. Janet Jackson: "All For You"
11. Robbie Williams: "Supreme"
12. Nelly Furtado: "I'm Like A Bird"
13. Safri Duo: "Played-A-Live (The Bongo Song)"
14. Westlife: "Uptown Girl"
15. Blå Øjne: "Hos Dig (Er Jeg Alt)"
16. DJ Ötzi: "Hey Baby"

### Cd 2
1. Karen Busck & Erann DD: "Hjertet Ser"
2. DJ Encore: "I See Right Through To You"
3. Gorillaz: "Clint Eastwood"
4. Infernal: "Sunrise"
5. Spooks: "Things I've Seen"
6. Musikk: "Soul Limbo"
7. Depeche Mode: "Dream On"
8. R.E.M.: "Imitations Of Life"
9. Lucy Pearl: "Don't Mess With My Man"
10. Dido: "Here With Me"
11. Daft Punk: "One More Time"
12. Titiyo: "Come Along"
13. Freedom: "Hang On"
14. BBMak: "Back Here"
15. Daddy DJ: "Daddy DJ"
16. Rollo & King: "Der Står Et Billede Af Dig på Mit Bord"